# Nickelodeon All-Star Brawl
Nickelodeon All-Star Brawl - це кросовер-файтинг 2021 року, розроблений Ludosity та Fair Play Labs і виданий GameMill Entertainment. Це перша консольна гра в серії браузерних і мобільних ігор Nickelodeon Super Brawl. Гра з персонажами з різних анімаційних телесеріалів Nickelodeon вийшла 5 жовтня 2021 року для Nintendo Switch, PlayStation 4, PlayStation 5, Windows, Xbox One та Xbox Series X/S.

## Геймплей
Nickelodeon All-Star Brawl - це платформер, в якому гравці б'ються на різних локаціях і намагаються вибити своїх супротивників за межі арени. Рух відбувається у двовимірній площині, а персонажі можуть пересуватися бігом, стрибками, подвійними стрибками або виконувати ривок у повітрі в будь-якому з восьми напрямків. Персонажі мають три різні типи атак: легкі, слабкі, але швидкі, які можна використовувати для виконання комбо; сильні, повільні, але завдають більшої шкоди і відкидають супротивників на більшу відстань; і спеціальні, властивості яких залежать від персонажа. Різні атаки можна виконувати, натискаючи кнопку вгору, вниз або бігом у поєднанні з однією з трьох кнопок атаки. Гравці також можуть хапати і кидати суперників або ворожі снаряди, навіть у повітрі, і захищатися від атак без покарання, хоча при цьому вони будуть відкинуті назад. Унікальною особливістю гри є функція "strafe ", коли гравці можуть утримувати кнопку, щоб запобігти розвороту свого персонажа під час руху в різних напрямках; це може бути використано для продовження атаки на супротивника, активно відступаючи від нього. Коли персонажі отримують ушкодження, кількість відскоку, спричиненого атаками супротивників, збільшується, що полегшує їхнє вибивання зі сцени. Кожна локація має свій макет, а деякі з них також мають додаткові перешкоди, які можуть завдати шкоди персонажам. Оновлення в червні 2022 року додало в гру 16 предметів, які можна перемикати в опціях матчу. Ці предмети періодично з'являтимуться на полі бою, і їх можна буде хапати та кидати, щоб завдати шкоди супротивникам у різний спосіб.
Гра підтримує локальний та онлайн мультиплеєр до чотирьох гравців, причому онлайн-функціонал гри використовує відкатний неткод на підтримуваних платформах. У грі також є однокористувацький аркадний режим і "спортивний" режим, заснований на типі гри "Slap Ball" з попереднього файтингу розробника Slap City. У спортивному режимі гравці повинні забити м'яч у ворота суперника, причому різні типи м'ячів мають різні властивості, наприклад, футбольні м'ячі не можна хапати. Гравці можуть розблокувати зображення, що відображаються в ігровій галереї, музику для звукового тесту гри та іконки онлайн-профілю.

## Ігрові персонажі
Наразі у грі представлено 25 ігрових персонажів з 17 франшиз Nickelodeon, що складаються з 20 персонажів базового списку, двох додаткових персонажів, доданих за допомогою безкоштовних оновлень, і трьох персонажів платного завантажуваного контенту. Кожен персонаж також має власну локацію, яка зазвичай базується на серіалі, з якого він походить.
Справжні монстри
- Обліна[9]

Аватар: Останній Захисник
- Аанг[10]
- Тоф[11]

КітПес
- КітПес[12]

Денні Фантом
- Денні Фантом[9]

Гарфілд
- Гарфілд[a][13]

Гей, Арнольде!
- Хельга[9]

Завойовник Зім
- Зім[9]

Джиммі Нейтрон
- Х'ю Нейтрон[b][14]

Легенда про Корру
- Корра[10]

Гучний дім
- Лінкольн Лауд[9]
- Люсі Лауд[9]

Життя робота-підлітка
- Дженні.[b][14]

Шоу Рена та Стімпі
- Рен і Стімпі[15]
- Powdered Toast Man[9]

Сучасне Рокове життя
- Роко[b][14]

Невгамовні
- Рептар[9]

Губка Боб Квадратні Штани
- Губка Боб[9]
- Патрік[9]
- Сенді[9]

Черепашки-ніндзя
- Леонардо[9]
- Мікеланджело[9]
- Ейпріл О'Ніл[12]
- Шреддер[b][16]

Дика сімейка Торнберрі 
- Найджел Торнберрі[9]

## Розробка
Після успіху файтингу Slap City шведської незалежної студії Ludosity телеканал Nickelodeon звернувся до розробників гри та виклав свої плани щодо створення платформного файтингу. Nickelodeon All-Star Brawl була запущена у виробництво на початку 2020 року і розроблялася Ludosity за підтримки коста-риканської студії Fair Play Labs. Від самого початку гра була розроблена з думкою про змагальну гру, причому Ludosity прагнула спростити управління для нових гравців, не жертвуючи глибиною ігрового процесу, якої прагнуть гравці-змагальщики. Реєстр персонажів був визначений спільно GameMill та Ludosity; за словами Ludosity, лише кілька їхніх персонажів були відхилені Nickelodeon через глобальні проблеми з ліцензуванням. До анонсу про існування Nickelodeon All-Star Brawl стало відомо від GameFly 10 липня 2021 року.Офіційний анонс гри відбувся через три дні, 13 липня, у трейлері на IGN. Це перша консольна гра в довготривалій серії Nickelodeon Super Brawl, попередніми частинами якої були онлайн-браузерні та мобільні ігри. Як і Nickelodeon Kart Racers та Nickelodeon Kart Racers 2: Grand Prix, попередні дві гри Nickelodeon, видані GameMill Entertainment, Nickelodeon All-Star Brawl не була озвучена для жодного з персонажів. Генеральний директор Ludosity Джоел Ністрьом (Joel Nyström) заявив, що "оскільки ми продовжуємо розвивати франшизу Nick All-Star Brawl, ми будемо розглядати всі варіанти, які можуть включати в себе додавання озвучення в майбутньому". Компанія Maximum Games розповсюджувала фізичні копії гри в більшості країн Європи, а французький видавець Just For Games розповсюджував фізичні копії у Франції завдяки партнерству видавця з GameMill Entertainment.
Протягом першого тижня після виходу гри гравці створили кілька масштабних модифікацій для ПК-версії, зокрема змінили геймплей, додали альтернативні костюми та озвучення для всіх персонажів. У листопаді 2021 року офіційний твіттер-акаунт Nickelodeon All-Star Brawl підтвердив, що альтернативні костюми будуть додані до гри через безкоштовне оновлення. Ludosity підтвердила, що два додаткових ігрових персонажі будуть додані до гри через безкоштовні оновлення після запуску; перший з цих персонажів, Гарфілд, був випущений 9 грудня 2021 року, а другий, Шреддер, - 3 лютого 2022 року, разом з локацією, заснованою на Double Dare. У грудні 2021 року арт-директор Дієго Ернандес Крус підтвердив, що кросплатформенну гру планується додати до гри через оновлення в першому кварталі 2022 року, а озвучення заплановано на пізніший апдейт. 13 травня 2022 року Ludosity оголосила про першу хвилю персонажів платного завантажуваного контенту: Дженні Вейкман, випущену одночасно з анонсом, та Г'ю Нейтрон і Роко, які були випущені 5 серпня 2022 року та 7 жовтня 2022 року відповідно. Оновлення в червні 2022 року додало англійську озвучку для всіх персонажів, а також предмети, які можна активувати під час гри.

## Відгуки
| Агрегатор  | Оцінка                                         |
| ---------- | ---------------------------------------------- |
| Metacritic | NS: 67/100 PS5: 65/100 XSXS: 71/100 PC: 63/100 |

| Видання               | Оцінка |
| --------------------- | ------ |
| Destructoid           | 7/10   |
| Game Informer         | 7/10   |
| GameSpot              | 7/10   |
| IGN                   | 7/10   |
| Jeuxvideo.com         | 14/20  |
| Nintendo Life         | [ 27 ] |
| Nintendo World Report | 5.5/10 |
| PCMag                 | 4.0/5  |
| Push Square           | [ 30 ] |
| Shacknews             | 6/10   |
| TouchArcade           | 3.5/5  |

### Критичні відгуки
Nickelodeon All-Star Brawl отримала "змішані або середні" відгуки, згідно з агрегатором рецензій Metacritic. Рецензенти похвалили ігровий процес, але розкритикували презентацію гри та брак контенту.
Push Square назвав гру "найкращим клоном Super Smash Bros, в який ми коли-небудь грали", але розкритикував відсутність запропонованих режимів і поскаржився на те, що відсутність озвучення робить гру "трохи дешевою в цілому". IGN вважав, що механічні відмінності та хороша мережева гра зробили гру чудовою альтернативою подібним файтингам, таким як Super Smash Bros. Ultimate, хоча й зазначив, що вона була набагато менш відшліфованою та повнофункціональною, ніж інші подібні ігри. Destructoid вважали, що гра заклала міцну основу для майбутньої франшизи, і сподівалися, що GameMill вкладе більше часу і грошей у сиквел.

### Нагороди
Гра була номінована на премію The Game Awards 2021 у категорії "Найкращий файтинг", але програла Guilty Gear Strive.
| Нагороди        | Рік  | Категорія                    | Результат   |
| --------------- | ---- | ---------------------------- | ----------- |
| The Game Awards | 2021 | Найкраща гра у жанрі файтинг | Номінований |
| D.I.C.E Awards  | 2022 | Файтинг-гра року             | Номінований |

## Зовнішні посилання
- Офіційний вебсайт